# Claire Skinner
Claire Skinner (* 1965 in Hemel Hempstead, Hertfordshire, England) ist eine britische Schauspielerin, die in Großbritannien besonders durch die Rolle der Sue Brockman in der BBC-Fernsehserie Outnumbered Bekanntheit erlangte.

## Leben
Claire Skinner ist geboren und aufgewachsen in Hemel Hempstead, als jüngste Tochter eines Ladenbesitzers und einer in Irland geborenen Sekretärin. Als Kind galt sie als schüchtern. Ihr Traum war, Schauspielerin zu werden, sie konzentrierte sich immer stärker darauf, vernachlässigte ihren Schulaufenhalt an der Cavendish School und schaffte mit Müh und Not ihren Abschluss („barely scraped through [her] A-levels“). Sie studierte dann an der London Academy of Music and Dramatic Art und schloss sich der Royal Shakespeare Company an.

## Karriere
Ihre erste Rolle hatte sie in Hanky Park, von Walter Greenwood am Oldham Repertory Theatre. Bekanntheit erreichte sie auch durch die Rolle der Clare in der TV-Serie Life Begins und als Lucinda, Sous Chefin in den ersten Episoden der Serie Chef!. Allerdings war sie lieber auf den Bühnen tätig, von ihren TV-Projekten war sie eher enttäuscht.
Skinner hat mit verschiedenen Regisseuren zusammengearbeitet, so mit Mike Leigh – in Life is Sweet und Naked –, Trevor Nunn, Tim Burton und Sam Mendes. Daneben hatte sie noch einige Auftritte in verschiedenen TV-Shows.

## Persönliches
Skinner hat mit dem Regisseur Charles Palmer zwei Söhne, William John (geboren 1999) und Henry Thomas (geboren 2002). Ihre Ehe wurde 2016 geschieden. Seit 2017 ist sie mit dem Schauspieler Hugh Dennis liiert, dem Co-Star von Outnumbered.

## Filmographie

### Film (Auswahl)
| Jahr | Titel                                  | Rolle             | Notes   |
| ---- | -------------------------------------- | ----------------- | ------- |
| 1989 | The Rachel Papers                      | Gloria            |         |
| 1990 | Life is Sweet                          | Natalie           |         |
| 1993 | Naked                                  | Sandra            |         |
| 1994 | The Return of the Native               | Thomasin          | TV-Film |
| 1995 | I.D.                                   | Marie             |         |
| 1995 | Clockwork Mice                         | Fairy             |         |
| 1999 | You’re Dead                            | Jo                |         |
| 1999 | The Escort                             | Patricia          |         |
| 1999 | Sleepy Hollow                          | Beth Killian      |         |
| 2001 | Bridget Jones’s Diary                  | Magda             |         |
| 2003 | The Booze Cruise                       | Leone Sewell      | TV-Film |
| 2003 | Eroica                                 | Josephine Deym    | TV      |
| 2005 | Class of '76                           | Dr. Kate Tremaine | TV      |
| 2006 | The Family Man                         | Natalie Simpson   | TV      |
| 2007 | The Trial of Tony Blair                | Nicky             | TV      |
| 2007 | You Can Choose Your Friends            | Jane Arden        | TV      |
| 2007 | And When Did You Last See Your Father? | Gillian           |         |
| 2008 | The Commander: Abduction               | Fiona             | TV      |
| 2011 | Eliminate: Archie Cookson              | Camilla           |         |

## Fernsehen (Auswahl)
| Jahr      | Titel                         | Rolle                                                    | Notes                                           |
| --------- | ----------------------------- | -------------------------------------------------------- | ----------------------------------------------- |
| 1988      | South of the Border           | Laura                                                    | Staffel 1, Folge 7                              |
| 1989      | Inspector Morse               | Girl Pupil                                               | Folge: Illusionen (engl.: Ghost in the Machine) |
| 1992      | Woof!                         | Liz                                                      | Episode: Badgers                                |
| 1993      | Chef!                         | Lucinda                                                  | Staffel 1                                       |
| 1994      | Screen One                    | Linda                                                    | Folge: Two Golden Balls                         |
| 1995      | Capital Lives                 | Alice                                                    | Folge: “In Cahoots”                             |
| 1995      | Coogan's Run                  | Frances                                                  | Folge: The Curator                              |
| 1997      | The Wingless Bird             | Agnes Conway                                             | Catherine Cookson TV Mini-Serien                |
| 1997      | Brass Eye                     | Board Member/Martha O'Dennell/Helly Melvick/Mrs. Wastrey | TV (3 Folgen)                                   |
| 1997      | A Dance to the Music of Time  | Jean                                                     | TV                                              |
| 1997–2000 | The Peter Principle           | Susan Harvey                                             | Serie                                           |
| 1999      | Second Sight                  | DI Catherine Tully                                       | Serie                                           |
| 2001      | Perfect Strangers             | Rebecca                                                  | TV                                              |
| 2001      | Bedtime                       | Sarah Newcombe                                           | Staffel 1                                       |
| 2001      | Swallow                       | Gail Collins                                             | TV                                              |
| 2003      | Trevor’s World of Sport       | Meryl                                                    | TV-Serie, 7 Folgen                              |
| 2004      | The Genius of Mozart          | Nannerl Mozart                                           | TV-Dokumentarserie                              |
| 2004      | Murphy's Law                  | Alice                                                    | Folge: “Go Ask Alice”                           |
| 2004–2006 | Life Begins                   | Clare                                                    | TV                                              |
| 2005      | Agatha Christie's Miss Marple | Amy Murgatroyd                                           | Folge: “Ein Mord wird angekündigt”              |
| 2007      | Kingdom                       | Brenda Collins                                           | Staffel 1, Folge 5                              |
| 2007–2016 | Outnumbered                   | Sue Brockman                                             | TV                                              |
| 2008      | Sense and Sensibility         | Fanny Dashwood                                           | Fernsehserie, 3 Folgen                          |
| 2008      | Lark Rise to Candleford       | Mrs. Macey                                               | Fernsehserie, 2 Folgen                          |
| 2008      | Burn Up                       | Clare                                                    | Fernsehserie, 2 Folgen                          |
| 2008      | Agatha Christie’s Poirot      | Miss Rich                                                | Folge: “Die Katze im Taubenschlag”              |
| 2009      | Trinity                       | Dr. Angela Donne                                         | Fernsehserie 8 Folgen                           |
| 2010      | Moving On                     | Mary Ann                                                 | Folge: Skies of Glass                           |
| 2011      | Doctor Who                    | Madge Arwell                                             | Folge: „The Doctor, the Widow and the Wardrobe“ |
| 2012      | Tilly and Friends             | Tumpty                                                   | 2 Folgen                                        |
| 2012      | Homefront                     | Claire Marshbrook                                        | Fernsehserie                                    |
| 2013      | Playhouse Presents            | Linda                                                    | Folge: Mr Understood                            |
| 2013      | The One About a Social Worker | Liz                                                      | Fernsehserie                                    |
| 2014      | Silk                          | Sarah Stephens                                           | Staffel 3, Folge 3                              |
| 2015      | Critical                      | Lorraine Rappaport                                       | Krankenhaus-Fernsehserie                        |
| 2015      | Inside No. 9                  | Angela                                                   | Folge: Nana's Party                             |
| 2015–2017 | Scream Street                 | Sue Watson, Luella & Others                              | Fernsehserie                                    |
| 2016      | Power Monkeys                 | Sara                                                     | Fernsehserie, 6 Folgen                          |
| 2017      | Midsomer Murders              | Kitty Oswood                                             | Folge: “Death by Persuasion”                    |
| 2018      | Next of Kin                   | DCI Vivien Barnes                                        | Fernsehserie, 6 Folgen                          |
| 2018      | Hilda                         | Synchron                                                 | Comicserie                                      |
| 2018      | Vanity Fair                   | Mrs. Louisa Sedley                                       | Fernsehserie                                    |
| 2020      | The Pale Horse                | Yvonne Tuckerton                                         | Fernsehserie                                    |
| 2021      | Ted Lasso                     | Zahnärztin                                               | Staffel 2, Folge 4                              |

### Theater (Auswahl)
- The Playboy of the Western World von John Millington Synge
- The Revengers’ Comedies von Alan Ayckbourn, Stephen Joseph Theatre, (1989)
- Taking Steps-Revival von Alan Ayckbourn, Stephen Joseph Theatre, (1990)
- Invisible Friends von Alan Ayckbourn, Cottlesloe Theatre, National Theatre, (1991)
- Measure for Measure von William Shakespeare, Young Vic Theatre, Royal Shakespeare Company, (1992)
- The Importance of Being Earnest von Oscar Wilde, (1993)
- Moonlight, von Harold Pinter, London's West End, (1993)
- Look Back in Anger, von John Osborne, Royal Exchange, Manchester, (1995)
- Charley's Aunt, von Brandon Thomas, Royal Exchange, Manchester,  (1995)
- The Glass Menagerie, von Tennessee Williams, Donmar Warehouse und Comedy Theatre, (1995)
- Othello von William Shakespeare, Lyttelton Theatre, Royal National Theatre, (1997)
- The Winter's Tale von William Shakespeare, Olivier Theatre, Royal National Theatre, (2001)
- Mrs. Affleck, National Theatre, (2009)
- Deathtrap von Ira Levin, Noël Coward Theatre (2010)
- Blurred Lines, National Theatre, (2014)
- The Father by Florian Zeller, Theatre Royal Bath Productions, Tricycle Theatre (2015)
- Rabbit Hole von David Lindsay-Abaire, Hampstead Theatre (2016)
- Prism von Terry Johnson, Hampstead Theatre (2017)
- Nightfall von Barney Norris, Bridge Theatre Productions, Bridge Theatre (2018)
- A Day in The Death of Joe Egg von Peter Nichols, Trafalgar Studios (2019)

### Radio
- Five Beats to the Bar von Neil d'Souza, BBC Radio 4, (2002)
- Old Harry’s Game—Christmas Special von Andy Hamilton auf BBC Radio 4, (2002)
- Trevor's World of Sport von Andy Hamilton auf BBC Radio 4, (2005, 2006, 2007)
- Oblomov (2005)
- The Light of Knowledge von Mya Hnuang Nyo, BBC Radio 4, (2005)
- Measure for Measure von William Shakespeare, BBC Radio 4, (2005)
- Bed and Breakfast von Helen Simpson, BBC Radio 4, (2005)
- Sculptor's Daughter-Christmas, Snow, Pets and Females, and The Bays von Tove Jansson, BBC Radio 4, (2006)
- Standing Sideways, von Matt Charman, BBC Radio 4, (2006)
- Elizabeth and Her German Garden, von Elizabeth von Arnim, BBC Radio 4, (2006)
- School Runs, von Alexis Zegerman, BBC Radio 4, (2006)
- Jigsaw, von Sybille Bedford, BBC Radio 4, (2006, 2007)
- Mrs. Warren's Profession, von George Bernard Shaw, BBC Radio 3, (2007)
- Bird Song BBC Radio 3, (2008)
- Don't Turn Around (radio short) von Marian Garvey, BBC Radio 4, (2008)
- Five Easy Ways with Chilli von Scarlett Thomas, BBC Radio 4, (2008)
- Lunch: A Platonic Romantic Comedy von Marcy Kahan, BBC Radio 4, (2013, 2014, 2015)
- The Father von Florian Zeller, BBC Radio 3, (2017)